# Касица-прасица
Касица-прасица је уобичајено име за све врсте предмета којима се људи служе за чување ситног новца. Најчешће је у облику прасета, по чему је и добила име. Може се израдити од глине, пластике, метала или било ког другог материјала. На свом врху обично има мали отвор кроз који се може убацивати ситан новац, али његова позиција може да варира у зависности од дизајна касице.
Иако је намијењена за дјецу, касице-прасице често користе и одрасли. Обично се не може отворити, и једини начин да се из ње новац узме натраг је да се она разбије. Због тога се новац обично дуже чува, и узима само ријетко, када је заиста потребан. Тада се за исте сврхе обично набавља нова касица.
Данас се касице прасице могу правити и тако да се на њиховом дну налази други, већи отвор, кроз који се новац по потреби може лако извући. Понекад се у њих убацује и папирни новац, али то није уобичајено.